# Murowana Goślina
Murowana Goślina (deutsch Murowana Goslin, 1943–1945 Goslin) ist eine Stadt und Sitz der gleichnamigen Stadt- und Landgemeinde im Powiat Poznański der Woiwodschaft Großpolen in Polen.

## Geographische Lage
Murowana Goślina liegt auf einer Anhöhe unweit der Warthe, etwa 30 Kilometer nördlich der Stadt Posen.

## Geschichte

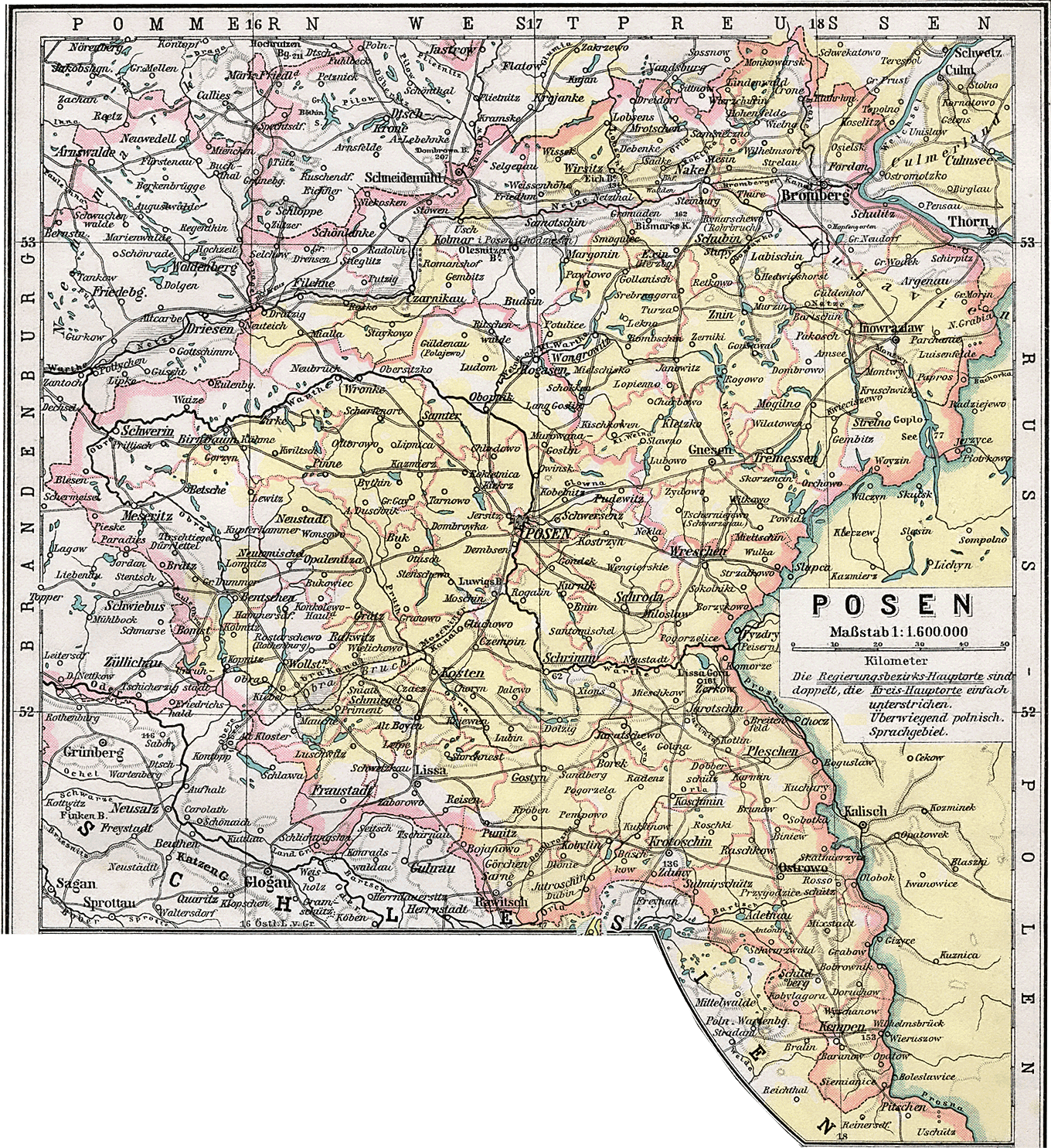
Murowana Goslin nördlich der Stadt Posen auf einer Landkarte der Provinz Posen von 1905 (gelb markierte Flächen kennzeichnen Gebiete mit seinerzeit mehrheitlich polnischsprachiger Bevölkerung)

Murowana Goslin war als adlige Stadt gegründet worden; bei den drei Rosen im Stadtwappen handelt es sich um das Wappensymbol der
ursprünglich aus Bayern stammenden, weit verzweigten Familie Toerring.
1793 kam die Stadt und Herrschaft Murowana Goslin zu Preußen; sie war dem Kreis Obornik in der Provinz Posen zugeordnet. Am Ende des 18. Jahrhunderts befand sich Murowana Goslin im Besitz der Familie der Grafen Gurowski. Die Stadt war etwa je zur Hälfte von Deutschen und Polen bewohnt. Nach der Scheidung eines Gurowski ging die Herrschaft als Abfindung an dessen geschiedene Frau, die sie dem Minister Karl Georg Heinrich von Hoym (1739–1807) für 72.000 Taler verkaufte. Von diesem erwarb der Berliner Kaufmann von Treskow die Herrschaft für 120.000 Taler. Treskow gab sich anschließend Mühe, die Verhältnisse in Murowana Goslin zu verbessern. Die Stadt hatte zu dem Zeitpunkt 95 Wohnhäuser, von denen nur eines massiv gebaut war, eine katholische Pfarrkirche und ein evangelisches Bethaus. Um die Mitte des 19. Jahrhunderts befand sich die Gutsherrschaft Murowana Goslin im Besitz der Familie von Winterfeld.
Im 19. Jahrhundert befand sich in Murowana Goslin eine Kranken- und Siechen-Anstalt des Johanniterordens.
Nach dem Ersten Weltkrieg fiel die Stadt aufgrund der Bestimmungen des Versailler Vertrags an die Zweite Polnische Republik. Im Zweiten Weltkrieg wurde die Stadt von der deutschen Wehrmacht besetzt, in Goslin umbenannt und völkerrechtswidrig dem Deutschen Reich einverleibt. Nach Kriegsende 1945 erhielt Polen die Stadt zurück. Die deutsche Bevölkerung wurde in der Folgezeit vertrieben.
Die Siedlung Zielone Wzgórza (dt.: Grüner Hügel) wurde in den 1980er Jahren von einer Genossenschaft errichtet. Die Siedlung in Form einer kleinen Stadt mit dem Markt, Rathaus und Gassen baute man nach Plänen des Architektur-Professors Jerzy Buszkiewicz.

### Einwohnerzahlen
- 1800: 00953, darunter 253 Juden[3]
- 1837: 01.554[3]
- 1861: 01.594[3]
- 2014: 16.684

## Gemeinde
Zur Stadt- und Landgemeinde (gmina miejsko-wiejska) gehören neben der Stadt Murowana Goślina weitere 20 Ortsteile (deutsche Namen bis 1945) mit einem Schulzenamt (sołectwo).
Białęgi (Weißtal)
Białężyn (Ballenstein)
Boduszewo (Bodental)
Długa Goślina (Langgoslin)
Głębocko (Seeforst)
Głęboczek (Glembotschek, 1943–1945 Tiefland)
Kamińsko (Kaminau)
Łopuchowo (Lopuchowo, 1943–1945 Klettenrode)
Łopuchówko
Łoskoń Stary
Mściszewo
Nieszawa (Niemannsdorf)
Pławno (Spielfeld)
Przebędowo
Raduszyn
Rakownia
Starczanowo (Starendorf)
Trojanowo (Treuendorf)
Uchorowo (Ohrendorf)
Wojnowo
Wojnówko (Weiher)
Zielonka (Grüntal)
Złotoryjsko (Güldenring)

## Städtepartnerschaften
- Hemmingen, Deutschland
- Yvetot, Frankreich

## Söhne und Töchter der Stadt
- Witold Czarnecki (* 1953), polnischer Politiker und Abgeordneter des Sejm
- Erna Denera (1879–1938), deutsche Opernsängerin
- Eugen Ernst (1864–1954), deutscher Politiker (SPD, SED), MdR
- Ernst Hugo Lorenz-Murowana (1872–1954), Maler
- Ferdinand Rossner (1900–1987), deutscher Biologe und Hochschullehrer
- Hans-Jürgen Zimmermann (* 1942), deutscher Politiker